# Korsø knude
Korsø knude este o arie protejată (arie specială de conservare — SAC, sit de importanță comunitară — SCI) din Danemarca întinsă pe o suprafață de 20 ha, integral pe uscat.

## Localizare
Centrul sitului Korsø knude este situat la coordonatele 57°04′27″N 8°46′25″E / 57.074167°N 8.773611°E.

## Înființare
Situl Korsø knude a fost declarat sit de importanță comunitară în februarie 1998 pentru a proteja 1 specie de animale. Situl a fost protejat și ca arie specială de conservare în decembrie 2011.

## Biodiversitate
Situată în ecoregiunea atlantică, aria protejată conține 6 habitate naturale: Dune de coastă fixe cu vegetație erbacee („dune gri”), Dune cu Salix repens ssp. argentea (Salicion arenariae), Pajiști uscate seminaturale și facies de acoperire cu tufișuri pe substraturi calcaroase (Festuco-Brometalia) (* situri importante pentru orhidee), Dune fixe decalcificate cu Empetrum nigrum, Depresiuni intradunale umede, Cursuri de apă de la nivel de câmpie la nivel montan, cu vegetație Ranunculion fluitantis și Callitricho-Batrachion.
La baza desemnării sitului se află o specie protejată de  mamifere: vidră de râu (Lutra lutra).